# Heterohesma clypeata
Heterohesma clypeata là một loài ong trong họ Colletidae. Loài này được Rayment miêu tả khoa học đầu tiên năm 1954.